# Canton de Saint-Étienne-4
Le canton de Saint-Étienne-4 est une circonscription électorale française du département de la Loire.

## Histoire
Un nouveau découpage territorial de la Loire entre en vigueur à l'occasion des élections départementales de 2015. Il est défini par le décret du 26 février 2014, en application des lois du 17 mai 2013 (loi organique 2013-402 et loi 2013-403). Les conseillers départementaux sont, à compter de ces élections, élus au scrutin majoritaire binominal mixte. Les électeurs de chaque canton élisent au Conseil départemental, nouvelle appellation du Conseil général, deux membres de sexe différent, qui se présentent en binôme de candidats. Les conseillers départementaux sont élus pour 6 ans au scrutin binominal majoritaire à deux tours, l'accès au second tour nécessitant 12,5 % des inscrits au 1er tour. En outre la totalité des conseillers départementaux est renouvelée. Ce nouveau mode de scrutin nécessite un redécoupage des cantons dont le nombre est divisé par deux avec arrondi à l'unité impaire supérieure si ce nombre n'est pas entier impair, assorti de conditions de seuils minimaux. Dans la Loire, le nombre de cantons passe ainsi de 40 à 21.
Le canton de Saint-Étienne-4 est formé  d'une fraction de Saint-Étienne et d'une commune de l'ancien canton de Saint-Étienne-Nord-Ouest-1 (1 commune). Il est entièrement inclus dans l'arrondissement de Saint-Étienne. Le bureau centralisateur est situé à Saint-Étienne.

## Représentation
| Période élective | Période élective | Mandat | Mandat   | Identité         | Nuance | Nuance | Qualité                                                                                   |
| ---------------- | ---------------- | ------ | -------- | ---------------- | ------ | ------ | ----------------------------------------------------------------------------------------- |
| 2015             | 2021             | 2015   | 2021     | Paul Celle       |        | DVD    | Maire de Villars (2007-2018)                                                              |
| 2015             | 2021             | 2015   | 2021     | Christiane Jodar |        | DVD    | Adjointe au maire de Saint-Étienne jusqu'en 2020 Vice-Présidente du Conseil départemental |
| 2021             | 2028             | 2021   | en cours | Jordan Da Silva  |        | DVD    | Chef d'entreprise, maire de Villars                                                       |
| 2021             | 2028             | 2021   | en cours | Marie-Jo Perez   |        | DVD    | Cadre, conseillère municipale de Saint-Étienne                                            |

### Résultats détaillés

#### Élections de mars 2015
À l'issue du 1er tour des élections départementales de 2015, deux binômes sont en ballottage : Paul Celle et Christiane Jodar (DVD, 33,92 %) et Jérôme Besset et Dominique Pigeon (EÉLV, 28,68 %). Le taux de participation est de 44,77 % (9 772 votants sur 21 829 inscrits) contre 48,48 % au niveau départemental et 50,17 % au niveau national.
Au second tour, Paul Celle et Christiane Jodar (DVD) sont élus avec 54,56 % des suffrages exprimés et un taux de participation de 43,49 % (4 736 voix pour 9 493 votants et 21 829 inscrits).

#### Élections de juin 2021
Le premier tour des élections départementales de 2021 est marqué par un très faible taux de participation (33,26 % au niveau national). Dans le canton de Saint-Étienne-4, ce taux de participation est de 26,75 % (5 479 votants sur 20 486 inscrits) contre 30,05 % au niveau départemental. À l'issue de ce premier tour, deux binômes sont en ballottage : Jordan Da Silva et Marie-Jo Perez (DVD, 43,91 %) et Annie Andria et Michel Debout (Union à gauche avec des écologistes, 37,86 %).
Le second tour des élections est marqué une nouvelle fois par une abstention massive équivalente au premier tour. Les taux de participation sont de 34,36 % au niveau national, 31,31 % dans le département et 28,81 % dans le canton de Saint-Étienne-4. Jordan Da Silva et Marie-Jo Perez (DVD) sont élus avec 57,24 % des suffrages exprimés (3 202 voix pour 5 903 votants et 20 489 inscrits),,.

## Composition
| Nom                                   | Code Insee | Intercommunalité        | Superficie (km2) | Population (dernière pop. légale)                 | Densité (hab./km2) | Modifier                                    |
| ------------------------------------- | ---------- | ----------------------- | ---------------- | ------------------------------------------------- | ------------------ | ------------------------------------------- |
| Saint-Étienne (bureau centralisateur) | 42218      | Saint-Étienne Métropole | 79,97            | Fraction : 28 290 (2022) Commune : 172 569 (2022) | 2 158              | modifier les données · modifier les données |
| Villars                               | 42330      | Saint-Étienne Métropole | 5,72             | 7 705 (2022)                                      | 1 347              | modifier les données · modifier les données |
| Canton de Saint-Étienne-4             | 4217       |                         |                  | 35 995 (2022)                                     |                    | modifier les données                        |

Le canton de Saint-Étienne-4 comprend :
1. une commune entière,
2. la partie de la commune de Saint-Étienne située au nord d'une ligne définie par l'axe des voies et limites suivantes : depuis la limite territoriale de la commune de Genest-Lerpt, rue Noël-Blacet, boulevard du Golf, rue Octave-Feuillet, rue Saint-Simon, rue Jean-François-Revollier, rue Bergson, rue Borie, boulevard Albert-Ier, boulevard Augustin-Thierry, rue Marengo, rue Dormoy, rue Robert, rue Roger-Salengro, rue Michel-Servet, rue Brossard, rue de la République, rue François-Gillet, rue Pierre-Bérard, rue Saint-Jean, avenue de la Libération, place Fourneyron, rue des Alliés, rue Étienne-Mimard, rue de la Montat, rue de la Verrerie, rue de la Plagne, rue de la Richelandière, rue Robinson, rue Fleury-Richarme-Prolongée, chemin vicinal, rue Ducaruge, rue Beaumarchais, rue Just-Fromage, rue des Alliés, rue Badiou, rue de la Montat, boulevard Fauriat, boulevard du 8-Mai-1945, rue des Docteurs-Henri-et-Bernard-Muller, rue François-Albert, boulevard Jules-Janin, boulevard Thiers, rue Claude-Verney-Caron, allée des Frères-Gauthier, rue de la Tour, rond-point Andreï-Khivilev, rue des Trois-Glorieuses, jusqu'à la limite territoriale de la commune de Saint-Priest-en-Jarez.

## Démographie
En 2022, le canton comptait 35 995 habitants, en évolution de −1,36 % par rapport à 2016 (Loire : +1,32 %, France hors Mayotte : +2,11 %).
| 2013   | 2018   | 2022   |
| ------ | ------ | ------ |
| 36 380 | 36 869 | 35 995 |